# Жоао Перейра
Жоао Педро да Силва Перейра (роден на 25 февруари 1984 г. в Лисабон) е бивш португалски футболист, който играе като десен защитник.

## Клубна кариера
Жоао Перейра е продукт на школата на Бенфика Лисабон. Дебютира за първия отбор на 17 август 2003 г. срещу ФК Боавища. През същия сезон записва 25 мача за отбора, главно като полузащитник.
Той е част от отбора спечелил шампионската титла през 2005. По-късно обаче треньорът Роналд Куман го изпраща в дублиращия отбор. През лятото на 2006 г. Жоао Перейла е продаден на ФК Жил Висенте. През сезон 2007/08 играе като десен бек в Брага.
На 22 декември 2009 г. е трансфериран в Спортинг Лисабон за 3 милиона евро. През сезон 2010/11, когато отборът завършва на трето място, той се включва често в мачовете като защитник и полузащитник.
На 24 май 2012 Перейра подписва с испанския Валенсия за 3+1 години срещу €3.6 милиона.